# Växjö IBK Utveckling
Växjö IBK Utveckling, tidigare IBK Vöikers, är en innebandyklubb i Växjö som har en bred ungdomsverksamhet. Utöver representationslag på herr- och damsidan har klubben ett 20-tal lag på ungdomssidan, vilket gör klubben till den största innebandyföreningen i Småland/Blekinge med runt 500 licensierade spelare.

## Historik
Klubben bildades 1996 efter det att tidigare Växjö Östra IK och Hovshaga AIF tillsammans bildat Växjö IBK (Växjö Vipers) och det då uppstod ett tomrum på ungdomssidan. Både Växjö Östra IK och Hovshaga AIF var tidigt framgångsrika inom innebandyn. 